# Elezioni presidenziali in Slovacchia del 2024
Le elezioni presidenziali in Slovacchia del 2024 si sono tenute il 23 marzo per l’elezione della Presidenza del paese. Poiché, tuttavia, nessuno dei candidati è riuscito a raggiungere la maggioranza assoluta delle preferenze, un ulteriore turno di votazioni si è tenuto il 6 aprile.
In seguito, svoltosi il conseguente secondo spoglio elettorale, al contrario di quanto pronosticato anche dagli exit-poll, il candidato Peter Pellegrini, precedentemente giunto secondo al primo turno, è risultato vincitore sul suo avversario con il 53,12% dei voti.
La presidente uscente, Zuzana Čaputová, pur potendo (essendo ancora al primo mandato), non si è presentata per la rielezione.

## Sistema elettorale
Per le elezioni presidenziali, la legge elettorale slovacca (definita in parte anche dalla Costituzione, Art. 101) prevede l’applicazione di un sistema maggioritario a doppio turno: per essere eletti, infatti, è necessaria la maggioranza assoluta delle preferenze (50%+1). Tuttavia, qualora ciò non avvenga, si attua un secondo turno di votazione tra i primi due candidati entro due settimane dal precedente.
Per presentarsi ufficialmente come candidato, infine, la legge fondamentale richiede anche che, oltre ad essere cittadini ed a rispettare i vari requisiti, si sia supportati o da almeno 15 deputati in Consiglio nazionale o da una petizione sottoscritta da almeno 15.000 elettori.

## Risultati
| Peter Pellegrini          | Voce - Socialdemocrazia (HLAS-SD)          | 834 718   | 37,03 | 1 409 255 | 53,12 |  |  |  |
| Ivan Korčok               | Indipendente                               | 958 393   | 42,52 | 1 243 709 | 46,88 |  |  |  |
| Štefan Harabin            | Indipendente                               | 264 579   | 11,74 |           |       |  |  |  |
| Krisztián Forró           | Alleanza (MA/MS)                           | 65 588    | 2,91  |           |       |  |  |  |
| Igor Matovič              | Slovacchia (SLOVENSKO)                     | 49 201    | 2,18  |           |       |  |  |  |
| Ján Kubiš                 | Indipendente                               | 45 957    | 2,04  |           |       |  |  |  |
| Patrik Dubovský           | Per il Popolo (ZL)                         | 16 107    | 0,71  |           |       |  |  |  |
| Marian Kotleba            | Partito Popolare Slovacchia Nostra (L’SNS) | 12 771    | 0,57  |           |       |  |  |  |
| Milan Náhlik              | Indipendente                               | 3 111     | 0,14  |           |       |  |  |  |
| Andrej Danko (ritiratosi) | Partito Nazionale Slovacco (SNS)           | 1 905     | 0,08  |           |       |  |  |  |
| Róbert Švec (ritiratosi)  | Movimento della Rinascita Slovacca (SHO)   | 1 876     | 0,08  |           |       |  |  |  |
| Totale                    | Totale                                     | 2 254 206 | 100   | 2 652 964 | 100   |  |  |  |
|                           |                                            |           |       |           |       |  |  |  |
| Voti non validi           | Voti non validi                            | 10 563    | 0,47  | 18 315    | 0,69  |  |  |  |
| Votanti                   | Votanti                                    | 2 264 769 | 51,90 | 2 671 279 | 61,15 |  |  |  |
| Elettori                  | Elettori                                   | 4 364 071 |       | 4 368 697 |       |  |  |  |

| Ivan Korčok      |  | 42,52% |
| Peter Pellegrini |  | 37,03% |
| Štefan Harabin   |  | 11,74% |
| Krisztián Forró  |  | 2,91%  |
| Igor Matovič     |  | 2,18%  |
| Ján Kubiš        |  | 2,04%  |
| Patrik Dubovský  |  | 0,71%  |
| Marian Kotleba   |  | 0,57%  |
| Milan Náhlik     |  | 0,14%  |
| Andrej Danko     |  | 0,08%  |
| Robert Švec      |  | 0,08%  |

| Peter Pellegrini |  | 53,12% |
| Ivan Korčok      |  | 46,88% |